# Magnus Svensson (Eishockeyspieler)
Magnus Svensson (* 1. März 1963 in Tranås) ist ein ehemaliger schwedischer Eishockeyspieler, der in seiner aktiven Zeit von 1980 bis 2002 unter anderem für die Florida Panthers aus der National Hockey League gespielt hat.

## Karriere
Magnus Svensson begann seine Karriere als Eishockeyspieler bei Tranås AIF, für den er bis 1983 aktiv war. Anschließend erhielt der Verteidiger einen Vertrag bei Leksands IF, für den er in den folgenden sieben Jahren in der Elitserien auflief. In diesem Zeitraum wurde er zudem im NHL Entry Draft 1987 in der zwölften Runde als insgesamt 250. Spieler von den Calgary Flames ausgewählt, für die er allerdings nie spielte. Stattdessen lief er in der Saison 1990/91 für den HC Lugano in der Schweizer Nationalliga A auf. Daraufhin kehrte er für drei weitere Jahre nach Leksands zurück, ehe der Olympiasieger von 1994 beim HC Davos in der NLA unterschrieb. Parallel trat der Schwede in der Saison 1994/95 für die Florida Panthers in der National Hockey League an, nachdem die Calgary Flames die Rechte am Spieler nach Florida transferiert hatten.
Nachdem Svensson in der Saison 1995/96 in 27 Spielen elf Scorerpunkte für die Panthers in der NHL erzielt hatte, kehrte er ein weiteres Mal nach Leksands zurück. Dort spielte er bis zu seinem Karriereende im Jahr 2002, mit Ausnahme der Saison 1999/2000, in der er in der Schweiz bei den Rapperswil-Jona Lakers aktiv war.

### International
Für Schweden nahm Svensson an den Weltmeisterschaften 1987, 1990, 1994 und 1997 sowie den Olympischen Winterspielen 1994 in Lillehammer teil.

## Erfolge und Auszeichnungen
- 1994 IIHF Directorate Award Best Defenceman
- 1994 Schwedisches All-Star-Team

### International
| - 1987 Goldmedaille bei der Weltmeisterschaft - 1990 Silbermedaille bei der Weltmeisterschaft - 1994 Goldmedaille bei den Olympischen Winterspielen - 1994 Bronzemedaille bei der Weltmeisterschaft | - 1994 All-Star-Team der Weltmeisterschaft - 1994 Bester Torschütze der Weltmeisterschaft - 1997 Silbermedaille bei der Weltmeisterschaft |